# Кандидо, Луан
Луа́н Ка́ндидо де Алме́йда (порт.-браз. Luan Cândido de Almeida; родился 2 февраля 2001, Рондонополис) — бразильский футболист,  левый защитник клуба «Ред Булл Брагантино».

## Клубная карьера
Воспитанник футбольной академии «Палмейраса». В октябре 2018 года был включён в список «60 лучших талантов мирового футбола» по версии газеты «Гардиан» со следующей характеристикой: «Луан Кандидо — самый многообещающий левый защитник Бразилии со времён Марсело». Летом 2019 года перешёл в немецкий клуб «РБ Лейпциг» за 8 млн евро.
В январе 2020 года отправился в аренду в клуб «Ред Булл Брагантино». 10 марта 2020 года дебютировал за клуб в матче Лиги Паулиста против «Понте-Прета». 20 сентября 2020 года дебютировал в бразильской Серии A в матче против «Сеары». В 2021 году «Ред Булл Брагантино» впервые в своей истории вышел в финал международного турнира — Южноамериканского кубка. Луан в этой кампании сыграл в шести матчах своей команды из 13.

## Карьера в сборной
Выступал за сборные Бразилии до 15, до 17 и до 20 лет.
В октябре 2017 года в составе сборной Бразилии до 17 лет сыграл на юношеском чемпионате мира в Индии. Бразильцы заняли на турнире третье место.
В начале 2019 года в составе сборной Бразилии до 20 лет сыграл на чемпионате Южной Америки (до 20 лет). На турнире провёл 5 матчей и забил 1 гол в матче против Уругвая.

## Достижения
- Финалист Южноамериканского кубка (1): 2021